# 앨런 워커 (음악 프로듀서)
알렌 워커(영어·노르웨이어: Alan Walker, 1997년 8월 24일 ~ )는 노르웨이와 잉글랜드의 DJ, 음악 프로듀서이다. 주요 활동 장르는 하우스 음악으로 이셀린 솔헤임이 보컬을 맡은 그의 싱글 음반〈Faded〉로 유명해졌다.

## 생애
알런 워커는 잉글랜드 노샘프턴셔주의 노샘프턴에서 잉글랜드인 아버지인 필립 앨런 워커와 노르웨이인 어머니인 힐데 옴달의 아들로 태어났다. 태어날 때부터 노르웨이와 영국 이중국적을 지녔으며, 두 살 때 부모와 누이와 남동생 함께 노르웨이의 베르겐으로 이주하여 그 곳에 정착하였다. 원래 워커의 꿈은 DJ가 아니었다. 어릴 적에는 프로그래밍과 그래픽 디자인에 끌렸다. 그러다 유튜브에서 자신이 좋아하는 트랙을 찾게 되고 그 종류의 음악에 매력을 느끼게 되어 FL 스튜디오라는 프로그램을 사용해 스스로 음악을 제작하게 되었다. 15살부터 유튜브를 시작해 이름을 알리기 시작했다.

### 2012~2014년
앨런 워커는 처음 유튜브에서 DJ Ness(David Whistle)의 음악을 듣다가 자신이 직접 음악을 만들어보고 싶다고 생각하여 "FL Studio"나 기타 각종 음악 제작 프로그램을 이용해 자신의 노트북으로 음악을 만들기 시작했다. 영상 편집기술을 배워 "DJ Walkzz"란 이름으로 유튜브 채널을 만들었으며 그의 첫번째 음악인 "Celebrate"를 업로드하면서 유튜브 활동을 시작하게 되었다. 처음에 만든 음악은 테크노 음악이었다. DJ Ness의 음악 장르가 테크노였고 그의 영향을 받아 앨런워커 역시 테크노 음악으로 시작하게 되었다.
2013년부터 다른 여러 프로듀서들과 콜라보레이션 활동을 하면서 인지도를 높여갔으며 사운드클라우드를 시작해 활동을 했다. 2013년 6월에는 유튜브 채널 이름을 "Alan Walker"로 변경하였고 그 후부터 계속 "Alan Walker"라는 이름을 써오게 된다. 2013년 9월에 업로드된 "Hope"라는 트랙을 시작으로 자신만의 음악 방식을 찾기 시작했고 2014년에 "Fade"를 시작으로 K-391의 영향을 받은 80~90BPM의 하우스 장르 음악을 선보이게 된다.
2014년에는 학업으로 활동이 줄었으나 NCS에 가입하여 음악을 NCS에서 출시하면서 인기를 높여가게 된다.

### 2015~2016년
2015년 4월, Force를 업로드하고 나서 7개월 동안 활동을 하지 않다가 2015년 12월 3일, Faded를 출시하고 뮤직비디오를 업로드하였다. 업로드 후 3주후부터 조회수가 폭발적으로 상승하였고 당시 20만명대에서 조금씩 오르고 있던 구독자는 한번에 30만명까지 치솟았다. 그 후 앨런 워커는 DJ가 되고 싶은 마음이 생겼고 본격적으로 DJ가 될지, 학업활동을 계속하면서 음악활동을 취미로 할지 고민하였다. 결국 앨런 워커는 학업활동을 그만하고 DJ가 되기로 결정하였고 2016년 1월에 고등학교를 그만두고 디제잉을 배우기 시작하였다. 최초로 알렌 워커는 노르웨이 오슬로에서 열리는 X Games 공연자로 초대받고 1월에 최초로 공연을 하였다. 그 후 여러 페스티벌에 참가하면서 공연을 하며 인지도를 높여갔다. 2016년 6월에는 Rihanna's Anti Tour에 초대받았고 7만명의 앞에서 공연을 하던 도중에 실수를 하였다. 하지만 관객들은 실수한 앨런워커를 위로해 주었고 이에 앨런 워커는 감동을 받았다고 했다. 그 후에 티에스토나 마시멜로와 같은 유명한 디제이들을 만나며 콜라보레이션을 하고 조언을 들으며 자신의 부족함을 채워나갔다고 했다. 그리하여 유튜브 구독자는 2016년 12월을 기준으로 400만명을 넘어섰고 세계적인 디제이로 거듭나게 되었다.

### 2017년
2017년 초반기에 유튜브 채널 구독자수가 450만명이 되며 노르웨이 유튜브 채널중에서 구독자수 1위가 되었다. 2017년에도 여러 페스티벌을 돌면서 공연하였으며 울트라 뮤직 페스티벌과 투모로랜드와 같은 국제적인 페스티벌에도 참가하게 되었다. 마침내 2017년 3월에 "Faded" 뮤직비디오의 조회수가 10억을 돌파하였으며 11월에는 유튜브 구독자 수가 1000만명을 돌파하였다. 앨런워커는 자신의 음악 일생을 팬들에게 알려주기 위하여 음악활동 배경을 담은 다큐멘터리 "Unmasked"를 제작하여 공개하기도 하였다. 그리고 DJ 매거진 순위에서 17위에 오르게 되는 성과를 거두었다.

### 2018년
세계적인 페스티벌에 참가하면서 인지도를 높여가고 있다. 그의 채널 영상 총 조회수가 34억을 초과하며 노르웨이 유튜브 채널중에서 채널 조회수 1위를 달성하였다. 울트라 뮤직 페스티벌에서는 아민 반 뷰렌과 스티브 아오키를 게스트로 초청하기도 하였다. "World of Walker"라는 명칭의 앨범를 만들며 활동을 하고 있는 중이다. 2021년 10월 24일 기준 현재 유튜브 구독자는 약 4060만명이다.

### 2019년
꽤 많은 인기를 끌은 On My Way와 Unity 음악이 있다. 2023년 3월 19일 기준 유튜브 구독자는 약 4300만명이다.

## 활동

### 워커 투어(Walker Tour)
앨런 워커의 투어는 흔히 워커 투어라 불렸다. 전 세계를 돌며 다른 DJ들과 콜라보레이션을 하거나 단독 공연을 진행한다. 콜라보레이션을 한 DJ는 티에스토와 아델 등이 있다. 투어 지역중 몇 군데는 그래피티를 그리며 GPS주소를 페이스북에다가 올려 팬들이 찾도록 하였다. 각 투어 기간마다 이름이 있으며 특정 장소를 분류해 투어를 하는 경우가 대다수이다. 2017년부터는 장소에 상관없이 활동하고 있다.

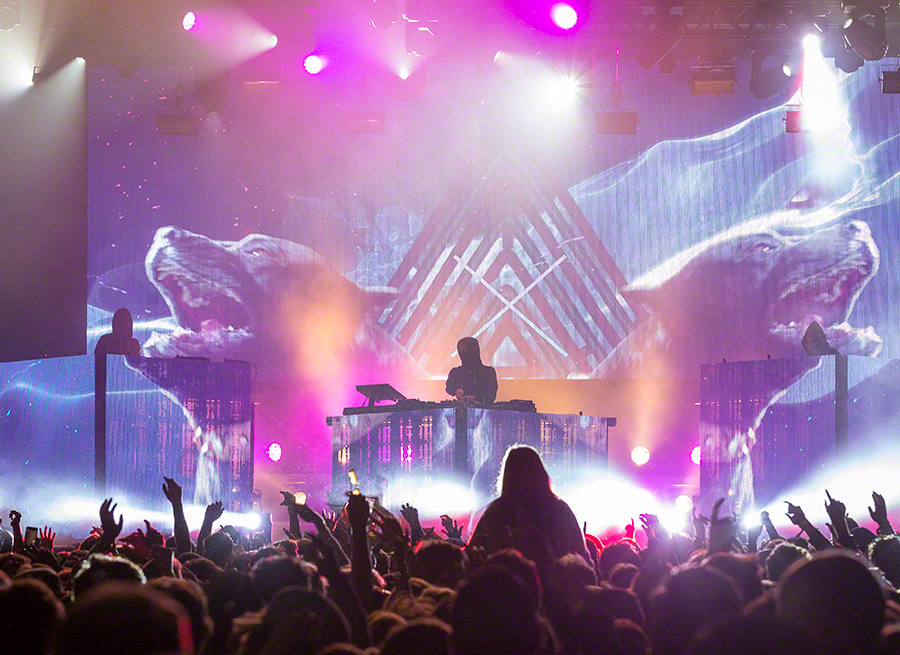
2016 노르웨이스타번페스티벌에서

### 비하인드 더 신스(Behind the Scenes)
뮤직비디오를 촬영하는 과정, 인터뷰 등 자신이 제작·리믹스한 음악과는 관련없는 영상을 유튜브에 업로드한다. 이 과정에서 많은 인기를 끌어 아직도 진행하고 있는 중이다. 처음에 앨런워커는 차가운 이미지로 알려졌으나 이 컨텐츠에서 앨런워커의 밝고 재밌는 면들이 많이 밝혀지면서 인식이 많이 바뀌었다.

### 언마스크드(Unmasked)
앨런 워커의 음악활동 배경을 다큐멘터리로 만든 것이다. 내용에는 자신이 음악을 처음 시작하게 된 계기, 성공한 방법, 마스크를 쓰고 있는 이유 등이 나와있다. 2017년 5월 27일 에피소드 1, 2017년 9월 23일에는 에피소드 2, 그리고 2018년 2월 28일에는 에피소드3이 공개되었다. 에피소드 3에서는 앨런워커의 가족이 등장한다. 그리고 예전에 활동했던 NoCopyrightSounds에 대한 정보도 공개되었다.

### 다른 DJ들과의 활동
앨런을 성공하게 만든 계기이자 독특한 특징이다. 다른 음악관련 유튜브 영상에 들어가 댓글을 달면서 칭찬을 하거나 페이스북으로 자신의 음악을 리믹스한 것들 중 골라서 홍보를 해준다. 일부는 직접 투어활동을 하며 만나기도 한다. 그러한 과정으로 티에스토와 아민 반 뷰렌과 같은 세계적인 디제이들과의 콜라보레이션도 이루어졌다고 한다. 던 디아블로의 'Momentum' 뮤직비디오에 출연하기도 하였다.

## 음반 목록

### 싱글
- Celebrate
- Light Dreams
- Burn
- Fire Of The Soul
- Memories
- New Heart
- Big Universe
- Long Road
- Burn 2.0
- Relax
- The Raid
- War Of Melodies
- Above The Sky
- Perry 2013 ("Perry 2012"리메이크 버젼)
- Golden Alley
- River Flows In you
- Energy
- 135
- WMC
- Flying Dreams
- K-391 Chillstep
- Dennis 2014
- Old
- Hope
- Something New...
- X
- Chill
- Fade
- Spectre
- Force
- The Young Geralds 2016 보관됨 2017-03-24 - 웨이백 머신
- Faded
- 24 Karat 2016
- Sing Me to Sleep
- Alone
- Tired
- The Spectre
- All Falls Down
- Diamond Heart
- On My way
- Heading Home

### 콜라보레이션 트랙
- Splash The Bass [DJ Ness]
- Walkzarx [J3zarx]
- New Enerygy [ZeStalker]
- People Of Candence [Markus Daae & Vicara]
- Routine [David Whistle]
- Ignite [K-391]
- Sky [Alex Skrindo]
- Alan Walker&K-391 [End of the time]
- Alan Walker&Hans Zimmer [Time(Alan Walker Remix)]
- Sunday (Interlude)
- Alan Walker&K-391&Boy In Space [Paradise]

### 리믹스
| 년도 | 제목                                                    | 아티스트                       |
| ---- | ------------------------------------------------------- | ------------------------------ |
| 2012 | Glimpse of Heaven (DJ Walkzz Remix)                     | DJ Harmonics                   |
| 2012 | New Hunter (DJ Walkzz Remix)                            | DJ Ness                        |
| 2012 | Dota (DJ Walkzz Remix)                                  | 베이스헌터                     |
| 2012 | Level One (DJ Walkzz Remix)                             | Boosterz Inc                   |
| 2013 | The Final Countdown (DJ Walkzz Remix)                   | Europe                         |
| 2014 | A World of Peace (Alan Walker Remix)                    | Jacoo                          |
| 2015 | Rays Of Light (Alan Walker Remix)                       | Broiler                        |
| 2015 | Shelter (Alan Walker Remix)                             | Dash Berlin                    |
| 2016 | Hymn For The Weekend (Alan Walker Remix)                | Coldplay                       |
| 2016 | Millionaire ft. Nelly (Alan Walker Remix)               | Cash Cash, Digital Farm Animal |
| 2016 | Move Your Body (Alan Walker Remix)                      | Sia                            |
| 2017 | After The Afterparty ft. Lil Yachty (Alan Walker Remix) | Charli XCX                     |
| 2017 | Back To Beautiful (Alan Walker Remix)                   | Sofia Carson                   |
| 2017 | That's What I Like (Alan Walker Remix)                  | Bruno Mars                     |
| 2017 | Issues (Alan Walker Remix)                              | Julia Michaels                 |
| 2017 | Malibu (Alan Walker Remix)                              | Miley Cyrus                    |
| 2017 | Tired (Alan Walker Remix)                               | Alan Walker                    |
| 2017 | Legends Never Die (Alan Walker Remix)                   | 리그 오브 레전드               |
| 2017 | Lonely Together (Alan Walker Remix)                     | 아비치                         |
| 2017 | Strongest (Alan Walker Remix)                           | Ina Wroldsen                   |
| 2017 | Again (Alan Walker Remix)                               | 노아 사이러스                  |
| 2018 | Stranger Things ft. OneRepublic (Alan Walker Remix)     | Kygo                           |

## 뮤직비디오
| 년도 | 월 | 일 | 제목                                                                               |
| ---- | -- | -- | ---------------------------------------------------------------------------------- |
| 2015 | 12 | 3  | Alan Walker - 《Faded》                                                            |
| 2016 | 2  | 11 | Alan Walker - 《Faded》 (Restrung)                                                 |
| 2016 | 6  | 2  | Alan Walker - 《Sing Me To Sleep》                                                 |
| 2016 | 7  | 1  | Alan Walker vs Coldplay - 《Hymn For The Weekend》 [Remix]                         |
| 2016 | 8  | 8  | Alan Walker - 《Sing Me To Sleep》 (Marshmello Remix)                              |
| 2016 | 9  | 1  | Cash Cash & Digital Farm Animals - 《Millionaire》 (ft. Nelly) (Alan Walker Remix) |
| 2016 | 12 | 1  | Alan Walker - 《Alone》                                                            |
| 2016 | 12 | 23 | Alan Walker x David Whistle - 《Routine》                                          |
| 2017 | 2  | 4  | Alan Walker - 《Alone》 (Instrumental Remix)                                       |
| 2017 | 2  | 16 | Alan Walker - 《Alone》 (Restrung) \| Official Lyric Video                         |
| 2017 | 4  | 7  | Alan Walker feat. K-391 - 《Ignite Instrumental》                                  |
| 2017 | 5  | 5  | Julia Michaels - 《Issues》 (Alan Walker Remix)                                    |
| 2017 | 5  | 18 | Alan Walker ft. Gavin James - 《Tired》                                            |
| 2017 | 6  | 9  | Alan Walker & Alex Skrindo - 《Sky》                                               |
| 2017 | 9  | 15 | Alan Walker - 《The Spectre》                                                      |
| 2017 | 10 | 20 | Alan Walker ft. Noah Cyrus, Digital Farm Animals - 《All Falls Down》              |
| 2017 | 11 | 17 | Avicii ft. Rita Ora - 《Lonely Together》 (Alan Walker Remix)                      |
| 2017 | 12 | 1  | Ina Wroldsen - 《Strongest》 (Alan Walker Remix)                                   |
| 2017 | 12 | 22 | Noah Cyrus - 《Again》 (Alan Walker Remix)                                         |
| 2018 | 2  | 14 | Kygo - 《Stranger Things》 ft. OneRepublic (Alan Walker Remix)                     |

## 투어 활동
투어일정은 The Walker Tour 보관됨 2017-10-19 - 웨이백 머신에서 볼 수 있다.
공연을 할 때마다 앨런 워커만의 정해진 인트로를 틀고 시작하며 일정 구간이 되면 무대로 뛰어나오거나 나타나는 방식을 선택한다. 이 점은 마시멜로의 라이브에서 영감을 받았다.